# Timunmas
Timunmas (anteriormente Timun Mas) es un sello editorial que perteneció al grupo CEAC, sociedad matriz del conglomerado de empresas de enseñanza de las familias Menal y Martí. Este grupo presentó solicitud de suspensión de pagos en 2002, y en aquel año fue comprado por el Grupo Planeta. En la actualidad el sello está dirigido por Laura Falcó Lara y tiene dos divisiones: Timunmas Narrativa y Timunmas Infantil.

## Timunmas narrativa
Sección de la empresa dedicada a la publicación de libros de ciencia ficción, fantasía y terror; y dirigida principalmente a un público entre los 15 y los 35 años mayoritariamente masculino. En su catálogo podemos encontrar las principales licencias del mundo de los juegos de rol y de ordenador. En 2007 abrió una nueva línea de novelas de manga llamada Genko Books.
| - Robert E. Howard - Robert Jordan - Margaret Weis - Tracy Hickman - Stephen Lawhead - Louise Cooper - Emma - Trinity Blood - Detective Conan - Another Monster | - Warhammer - Warhammer 40.000 - Dragonlance - Reinos Olvidados - La rueda del tiempo - La espada de la verdad - Resident Evil - Halo - Mass Effect - Star Wars - Conan - No mago - Crónicas necrománticas - La canción de la princesa oscura - Battletech |

### Controversias
La editorial ha sido objeto de controversias. La calidad de las traducciones, el precio de sus libros y una percibida falta de respeto a sus lectores por parte de estos la han puesto en el punto de mira en ocasiones.[cita requerida]
En un ejemplo reciente, seguidores de la serie La rueda del tiempo, de Robert Jordan se quejaron de la interrupción de la edición en rústica de la conocida serie. Los aficionados alegaban que, después de haber comprado 17 libros en ese formato, la empresa debería ofrecer la posibilidad de terminar la serie.[cita requerida]
Por otro lado, algunos fanes se habían quejado del formato poco atractivo de la edición en rústica (portada marrón con algo de color), y se declararon satisfechos con la nueva edición (que divide los tomos originales de diferente manera y se vende a un precio superior).[cita requerida]

## Timunmas infantil
División infantil cuyos libros están concebidos como oportunidad de juego y aprendizaje desde los primeros meses de vida hasta los 7 años. Su catálogo incluye personajes como Teo, y autores como Debi Gliory. Para los más pequeños destacan los formatos originales: libros de baño, con texturas, con sonidos, con desplegables, con elementos sorpresa...